# Euromed

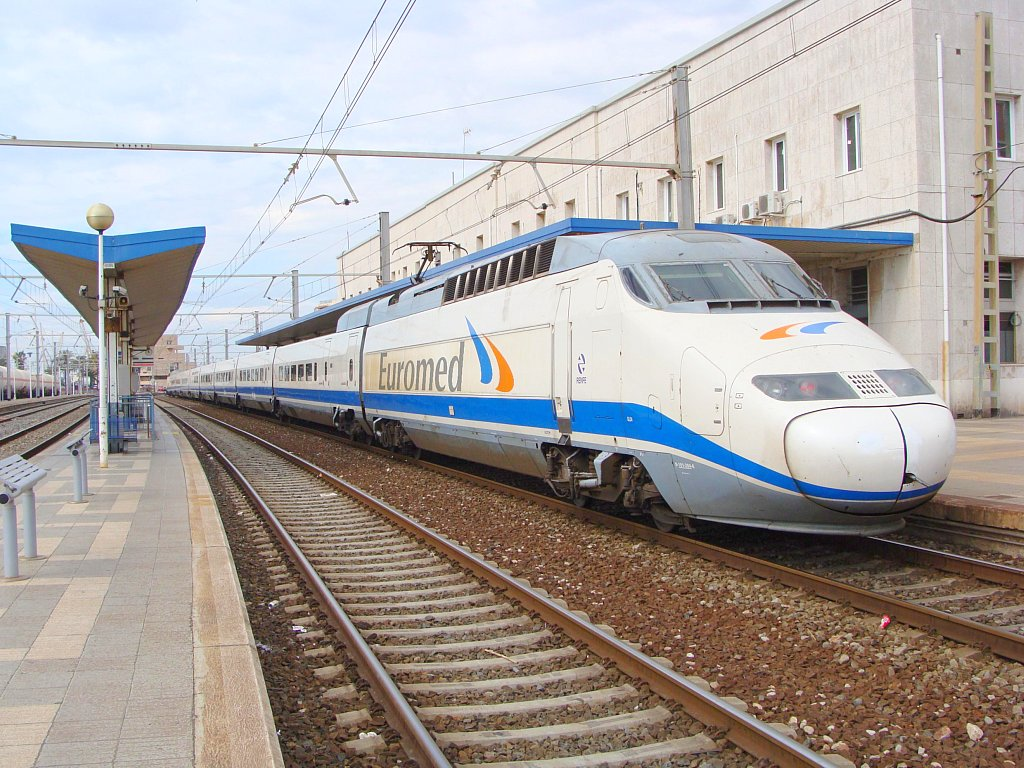
Egy RENFE 101 sorozat az Euromed szolgáltatásban Camp de Tarragona állomáson

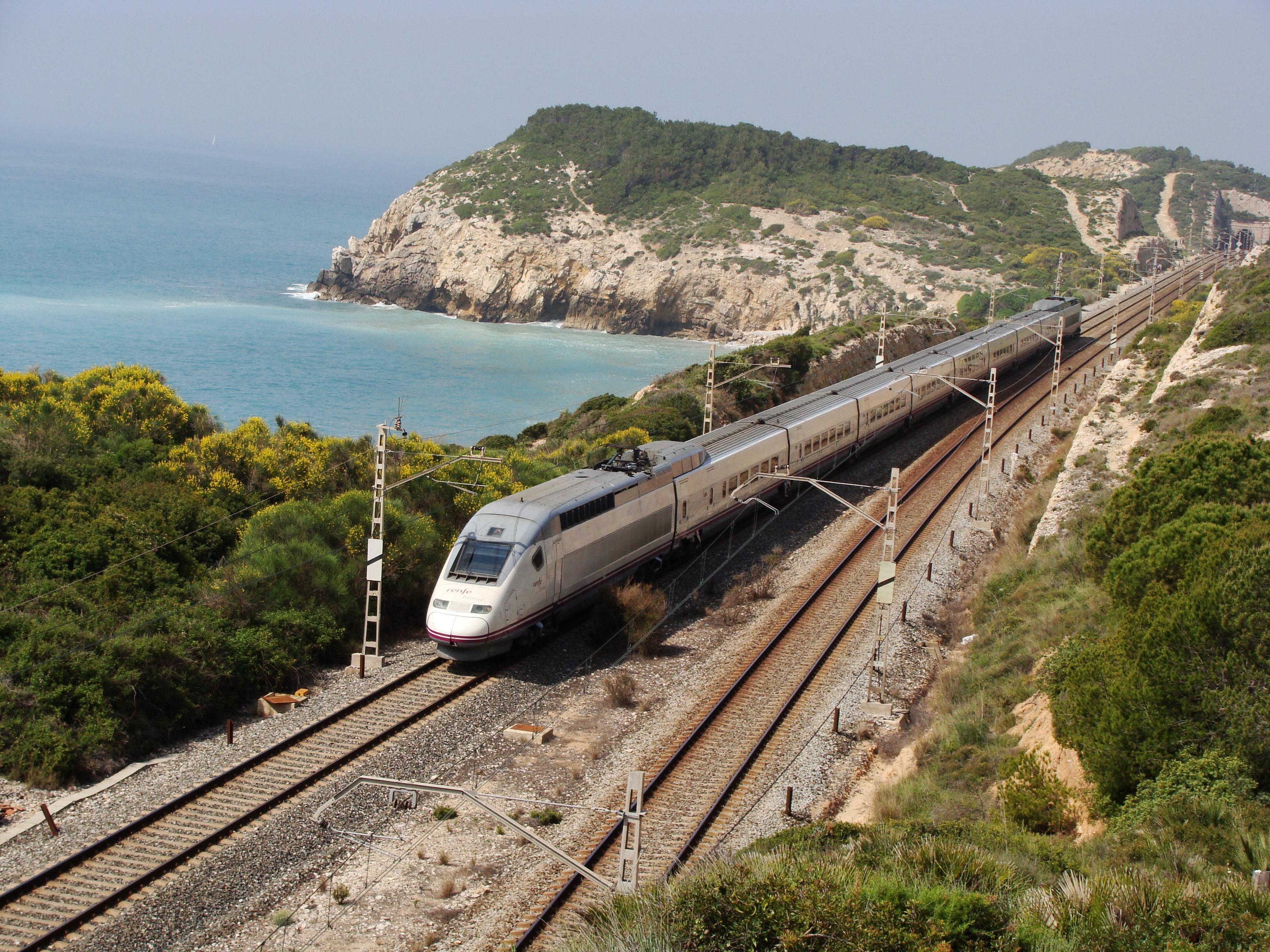
RENFE 101 sorozat a mediterrán folyosón

Az Euromed egy nagysebességű vasúti személyszállító szolgáltatás Spanyolországban a széles nyomtávolságú villamosított vasútvonalakon.
A vonatok egyaránt képesek működni a 3000 V-os egyenáramú és a 25 kV 50 Hz-es váltakozó áramú hálózaton. A szerelvények menetrend szerint 200 km/h sebességgel közlekednek, maximális sebességük 220 km/h, de a tesztek során 250 km/h sebességet is elértek.
Az Euromed 1997 június 16-án kezdte meg működését a RENFE szolgálatában a mediterrán folyosó mentén Barcelona, Tarragona, Castellón de la Plana, Valencia és Alicante városai között, 523 kilométer hosszan. A szolgáltatást a francia Alstom RENFE 101 sorozatú nagysebességű villamos motorvonataival bonyolították le, majd helyüket a RENFE 130 sorozat vette át.

## Útvonal
Az Euromed az alábbi két útvonalon közlekedik:
 Barcelona-Sants
Tarragona
 Castellón de la Plana
 Valencia Joaquín Sorolla
 Alicante-Terminal
 Figueras-Vilafant
Gerona
 Barcelona-Sants
Tarragona
 Castellón de la Plana
 Valencia Joaquín Sorolla

## Állomások listája
| Név                                      | Közigazgatási egység                  | Vasútvonal | Szolgáltatások | Kép |
| ---------------------------------------- | ------------------------------------- | --- | --- | --- |
| Barcelona-Estación de Francia            | Sant Pere, Santa Caterina i la Ribera | Barcelona–Girona–Portbou-vasútvonal Sant Vicenç de Calders–Barcelona-vasútvonal Barcelona–Mataró–Maçanet-Massanes-vasútvonal Madrid-Barcelona-vasútvonal Barcelona-Manresa-Lleida-Almacelles-vasútvonal    | Euromed Catalan Talgo líne R2 sud Línea R13 Línea R14 Línea R15 Línea R16 R17 |     |
| Estación de Alicante-Terminal            | Alicante                              | Madrid–Levante nagysebességű vasútvonal Valencia–Alicante-vasútvonal Murcia–Alicante-vasútvonal Línea La Encina-Alicante                                                                                   | Alvia Alta Velocidad Española Alaris Euromed InterCity Ouigo España Iryo Línea C-1 (Cercanías Murcia/Alicante) Línea C-3 (Cercanías Murcia/Alicante) |     |
| Estación de Barcelona Sants              | Sants                                 | Madrid–Barcelona nagysebességű vasútvonal Sant Vicenç de Calders–Barcelona-vasútvonal Madrid-Barcelona-vasútvonal Barcelona-Manresa-Lleida-Almacelles-vasútvonal Barcelona-Vilafranca-Tarragona-vasútvonal | Alvia Alta Velocidad Española Trenhotel Alaris Avant Euromed TGV InterCity Elipsos Estrella Ouigo España Rodalies Barcelona 1-es vonal Rodalies de Barcelona 2-es vonal Rodalies Barcelona 3-as vonal Rodalies Barcelona 4-es vonal Línea R11 Línea R13 Línea R14 Línea R15 Línea R16 Línea 34 Línea 1 líne R2 sud ligne R2 Nord Iryo |     |
| Estación de Castellón de la Plana        | Castellón de la Plana                 | Línea 50 Tarragona-Valencia-vasútvonal | Alvia Trenhotel Alaris Euromed InterCity Línia 6 |     |
| Estación de Figueras-Vilafant            | Figueres                              | LGV Perpignan–Figueres Madrid–Barcelona nagysebességű vasútvonal | Alta Velocidad Española Avant Euromed TGV Elipsos Avlo |     |
| Estación de Gerona                       | Girona                                | Madrid–Barcelona nagysebességű vasútvonal Barcelona–Girona–Portbou-vasútvonal | Alta Velocidad Española Avant Euromed TGV Elipsos Estrella Avlo |     |
| Estación de Tarragona                    | Tarragona                             | Tarragona-Valencia-vasútvonal Barcelona-Vilafranca-Tarragona-vasútvonal Madrid-Barcelona-vasútvonal Tarragona-Reus-Lérida-vasútvonal Miraflores-Tarragona-vasútvonal                                       | Trenhotel Euromed Alaris Estrella InterCity RT1 RT2 |     |
| Estación de Valencia-Joaquín Sorolla     | Valencia                              | Madrid–Levante nagysebességű vasútvonal Valencia–Alicante-vasútvonal | Alvia Alta Velocidad Española Avant Euromed InterCity Ouigo España Avlo Iryo |     |
| Madrid-Puerta de Atocha-Almudena Grandes | Madrid                                | Madrid–Sevilla nagysebességű vasútvonal Madrid–Barcelona nagysebességű vasútvonal Madrid–Levante nagysebességű vasútvonal                                                                                  | Alta Velocidad Española Alvia Altaria Avant InterCity Euromed Iryo |     |
| Valencia Estación del Norte              | Valencia                              | Tarragona-Valencia-vasútvonal Valencia–Alicante-vasútvonal Madrid-Valencia-vasútvonal Valencia-Liria railway                                                                                               | Trenhotel Alaris Euromed InterCity Talgo Línea C-1 Línea C-2 Línia 5 Línia 6 Línea C-3 |     |